# Blechnum egregium
Blechnum egregium är en kambräkenväxtart som beskrevs av Edwin Bingham Copeland. Blechnum egregium ingår i släktet Blechnum och familjen Blechnaceae. Inga underarter finns listade.